# Чухрай, Григорий Наумович
Григо́рий Нау́мович Чухра́й (23 мая 1921, Мелитополь, Запорожская губерния, Украинская ССР — 28 октября 2001, Москва, Россия) — советский и российский кинорежиссёр, сценарист, педагог, общественный деятель; народный артист СССР (1981), лауреат Ленинской премии (1961) и премии президента Российской Федерации (2000).

## Биография
Родился в Мелитополе Запорожской губернии Украинской ССР (ныне в Запорожской области Украины) в семье красноармейцев Наума Зиновьевича Рубанова (1890—1956) и Клавдии Петровны Чухрай (1900—1976).
В 1924 году родители разошлись, и Григорий остался с матерью. Мать участвовала в коллективизации и раскулачивании на Украине, была народным судьёй, училась на высших юридических курсах в Одессе. В конце 1920-х годов Григорий переехал с матерью в Днепропетровск, откуда во время голода на Украине в 1932 году они бежали в Кисловодск, затем в Пятигорск, где мать устроилась работать библиотекарем в располагавшемся в национализированной даче Эльзы санатории «Красная звезда» и получила комнатку там же. Позже они переехали в Баку, где мать работала старшим следователем милиции. По возвращении в Днепропетровск она устроилась на работу в машинно-тракторную станцию и вторично вышла замуж за председателя колхоза Павла Антоновича Литвиненко. В 1935 году отчима направили в Москву для учёбы в двухгодичной Всесоюзной академии соцземледелия, по окончании которой родители вернулись на Украину, а Григорий остался в столице, чтобы окончить школу. Учился в одном классе с Карлом Кантором, который оставался его близким другом до конца жизни.
В 1939 году уехал к родителям на Синельниковскую селекционную станцию в Днепропетровскую область и в конце этого же года был призван в РККА. Служить начал в Мариуполе курсантом полковой школы 229-го отдельного батальона связи 134-й стрелковой дивизии. В апреле 1941 года был переведён в дивизионный подготовительный лагерь для радистов под Белгородом. Встретил начало войны в тренировочном походе под Полтавой.
Во время Великой Отечественной войны служил в роте связи в составе воздушно-десантных частей на Южном, Сталинградском, Донском, 1-м и 2-м Украинских фронтах. С мая 1942 года — на Тамани, с июня—сентября 1942 года — на Сталинградском фронте, с ноября 1942 по февраль 1943 года — на Донском фронте, в сентябре—октябре 1943 года принимал участие в военно-воздушной операции «Днепровский десант» в составе 2-го Украинского фронта, с марта 1945 года — на 3-м Украинском фронте. Был четыре раза ранен, последнее ранение получил в апреле в бою у города Папа на пути к Вене, по собственным воспоминаниям, День Победы встретил в госпитале, демобилизовался в конце декабря 1945 года, в звании гвардии старшего лейтенанта.

Мемориальная доска Григорию Чухраю на Мелитопольском дворце пионеров, где он учился

Приказом ВС 47-й армии № 11/н от 31.03.1944 года был награждён орденом Красной Звезды за то, что в сентябре—октябре 1943 года, действуя в тылу врага, получил ценные данные противника в районе сёл Бучак, Пшенички, Глинка, и, перейдя линию фронта, доставил эти сведения в штаб, а затем, с отрядом повторно перешёл линию фронта с целью установления связи. Член КПСС с 1944 года. Приказом № 22/н от 25.10.1945 года был награждён орденом Отечественной войны II степени за то, что в бою за Бакончернье пленил вражеского солдата, захватил ручной пулемет и уничтожил из трофейного оружия шесть солдат противника. 
С 1952 по 1955 годы работал ассистентом режиссёра на Киевской киностудии художественных фильмов. С 1955 года — режиссёр киностудии «Мосфильм».
В 1953 году окончил режиссёрский факультет ВГИКа (мастерская Сергея Юткевича и Михаила Ромма). Во время съёмок дипломного фильма вынужден был лечь в госпиталь из-за обострившегося ранения, а после выписки оказалось, что ни съёмочной группы, ни декораций уже давно не было. По воспоминаниям Чухрая, выручил его Ромм, вызвав на съёмки «Адмирала Ушакова» в качестве своего ассистента; он также поручил Чухраю самостоятельно поставить несколько сцен, которые не включил в картину, а посоветовал смонтировать их и представить к защите в качестве дипломного фильма.
Первым самостоятельным режиссёрским дебютом в кино стал фильм «Сорок первый» (1956).
В 1963 году был председателем жюри III Московского международного кинофестиваля.
С 1965 года — бессменный секретарь Союза кинематографистов СССР, председатель фонда содействия творческой деятельности и бытовой помощи Союза кинематографистов СССР. С 1964 по 1991 годы — член Коллегии Госкино СССР. Член Советского комитета защиты мира, член Правления Обществ дружбы «СССР — Италия», «СССР — Венгрия».

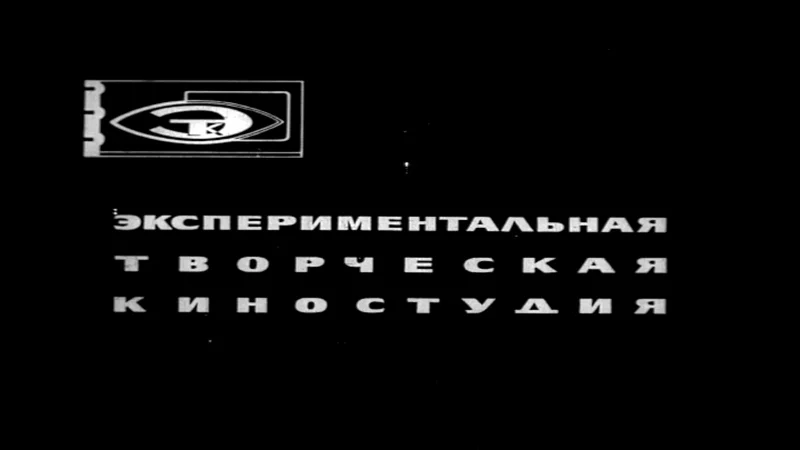
Заставка Экспериментальной творческой киностудии

В 1965—1976 годах — художественный руководитель Экспериментальной творческой киностудии (с 1968 года — Экспериментальное творческое объединение при киностудии «Мосфильм»). Её деятельность была основана на принципах хозрасчёта и самоокупаемости, а не на социалистических плановых началах. За период деятельности были сняты 38 фильмов, среди которых такие успешные у зрителей, как: «Не горюй» (1969), «Совсем пропащий» (1973) и «Афоня» (1975, лидер проката — 62,2 млн. зрителей) Георгия Данелии, «12 стульев» (1971), «Иван Васильевич меняет профессию» (1973, лидер проката, более 60 млн. зрителей), «Не может быть» (1975, более 50 млн. зрителей) Леонида Гайдая, «Белое солнце пустыни» (1970) Владимира Мотыля, «Земля Санникова» (1973) Альберта Мкртчяна и Леонида Попова, «Раба любви» (1974) Никиты Михалкова, «Табор уходит в небо» (1976, лидер проката, 64,9 млн. зрителей) Эмиля Лотяну. Более 20 лет был членом художественного совета киностудии «Мосфильм».  Дважды избирался членом партийного комитета студии.
В 1966—1971 годах — педагог ВГИКа, руководил режиссёрской мастерской. Преподавал на Высших курсах режиссёров и сценаристов.

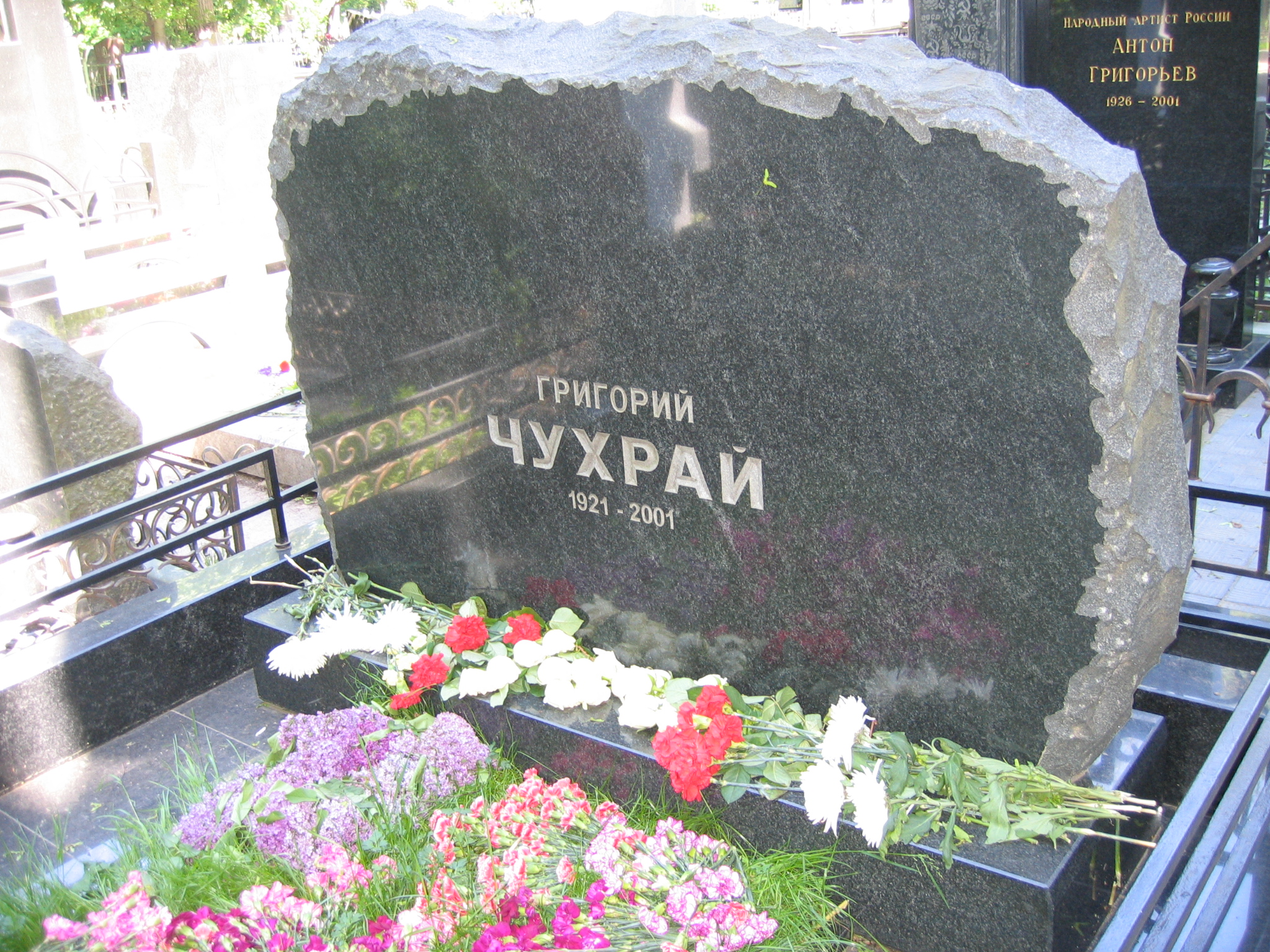
Могила Григория Чухрая на Ваганьковском кладбище Москвы

В марте 1966 года подписал письмо тринадцати против реабилитации Сталина.
В 1992—1993 годах совместно с немецким режиссёром Рольфом Шюбелем снял документальный телефильм «Смертельные враги» (Todfeinde. Vom Sterben und Überleben in Stalingrad, производство «Studio Hamburg» и киностудии «Нерв»), куда вошли интервью с участниками Сталинградской битвы.
Автор книг: «Моя война» (2001) и «Моё кино» (2001).
Скончался 28 октября 2001 года в Москве на 81-м году жизни после тяжёлой болезни. Похоронен на Ваганьковском кладбище.

## Семья
Отец — Наум Зиновьевич Рубанов (1890—1956), участник Гражданской войны, позже бухгалтер; в 1930-е годы жил в Днепропетровске со своей второй женой Эстер Эфроимовной Стрельциной. 
Мать — Клавдия Петровна Чухрай (1900—1976), окончила четырёхклассную школу, участник гражданской войны, уже до рождения сына была членом РКП(б). В 1920-е годы служила в продотряде, участвовала в коллективизации и раскулачивании на Украине, была народным судьёй, затем училась на высших юридических курсах в Одессе, во время жизни в Баку работала следователем, старшим следователем и «большим начальником» в милиции. С началом волны арестов работников ГПУ и милиции вернулась в Днепропетровск, где устроилась на работу в машинно-тракторную станцию.
Отчим — Павел Антонович Литвиненко, работник сельского хозяйства.
Жена — Ираида Павловна Пенькова (род. 1921).
- Сын — Павел Григорьевич Чухрай (род. 1946), кинорежиссёр; народный артист РФ (2006)[8][27]. 
  - Внучки: Дарья Павловна Чухрай (род. 1968), сценарист, киновед[27]; Анастасия Павловна Чухрай (род. 1976), телеведущая, журналист, учредитель образовательного сайта «Arzamas»[28][27].

- Дочь — Елена Григорьевна Чухрай (род. 1961), киновед[8]. 
  - Внучка — Маруся Парфенова-Чухрай, художник-постановщик кино[29].

## Фильмография

#### Режиссёрские и сценарные работы
| 1953 | Адмирал Ушаков                                                  |           |           | ассистент режиссёра                         |
| 1954 | Назар Стодоля                                                   |           |           | второй режиссёр                             |
| 1956 | Сорок первый                                                    | зелёная ✓ |           |                                             |
| 1959 | Баллада о солдате                                               | зелёная ✓ | зелёная ✓ | совм. с В. И. Ежовым                        |
| 1961 | Чистое небо                                                     | зелёная ✓ |           |                                             |
| 1964 | Жили-были старик со старухой                                    | зелёная ✓ |           |                                             |
| 1970 | Память (документальный)                                         | зелёная ✓ |           |                                             |
| 1977 | Трясина                                                         | зелёная ✓ | зелёная ✓ | совм. с В. В. Мережко                       |
| 1980 | Жизнь прекрасна                                                 | зелёная ✓ | зелёная ✓ | совм. с А. Каминито, Дж. Клеричи и Дж. Фаго |
| 1984 | Я научу вас мечтать… (документальный)                           | зелёная ✓ | зелёная ✓ | совм. с Ю. А. Швырёвым и М. И. Волоцким     |
| 1991 | Сталин и война (из док. цикла «Монстр. Портрет Сталина кровью») | зелёная ✓ | зелёная ✓ |                                             |
| 1992 | Смертельные враги (документальный)                              | зелёная ✓ |           | совм. с Рольфом Шюбелем                     |

#### Участие в фильмах
- 1967 — Евгений Урбанский (документальный)
- 1985 — Михаил Ромм: Исповедь кинорежиссера (документальный)
- 1994 — Изольда Извицкая (из цикла телепрограмм «Чтобы помнили») (документальный)
- 1996 — Владимир Ивашов (из цикла телепрограмм «Чтобы помнили») (документальный)

## Звания и награды
Государственные награды:
- Ленинская премия (1961)[8][30][31]
- Заслуженный деятель искусств РСФСР (1962)[8][30]
- Народный артист РСФСР (1969)[30]
- Народный артист СССР (1981)[8][11][30]
- Премия президента Российской Федерации в области литературы и искусства (2000)[8]
- орден Красной Звезды (1944)[8]
- орден Отечественной войны II степени (1945)[8]
- Три ордена Трудового Красного Знамени[8]
- орден Отечественной войны I степени (1985)[8][32]
- орден «За заслуги перед Отечеством» IV степени (1996)[8]
- Медаль «За оборону Сталинграда» (1943)[33]
- Медаль «За победу над Германией в Великой Отечественной войне 1941-1945 гг.» (1945)[33]
- Медаль «За взятие Вены» (1945)[33]
- Медаль «В ознаменование 100-летия со дня рождения Владимира Ильича Ленина» (1970)[33]
- Медаль «Двадцать лет Победы в Великой Отечественной войне 1941-1945 гг.»[33]
- Медаль «Тридцать лет Победы в Великой Отечественной войне 1941-1945 гг.» (1975)[33]
- Медаль «Сорок лет Победы в Великой Отечественной войне 1941-1945 гг.»[источник не указан 425 дней]
- Медаль «50 лет Победы в Великой Отечественной войне 1941-1945 гг.»[источник не указан 425 дней]
- Медаль «Ветеран труда»[источник не указан 425 дней]
- Медаль «50 лет Вооружённых Сил СССР»[источник не указан 425 дней]
- Медаль «60 лет Вооружённых Сил СССР»[источник не указан 425 дней]
- Медаль «70 лет Вооружённых Сил СССР»[источник не указан 425 дней]
- Медаль Жукова[источник не указан 425 дней]
- Медаль «В память 850-летия Москвы»[источник не указан 425 дней]

Другие награды, премии, поощрения и общественное признание:
- орден Партизанской звезды (Югославия)[33]
- Партизанский памятный знак 1941 года (Югославия)[источник не указан 425 дней]
- орден «Труда с золотым венцом» (Венгрия)[34]
- орден «Мира и дружбы» (Венгрия)[34]
- Четыре медали ЧССР[33]
- Лучший фильм КФ молодых кинематографистов киностудии «Мосфильм» (1956) — за фильм «Сорок первый» (1956)[30]
- Почётный диплом МКФ в Эдинбурге (1956) — за фильм «Сорок первый» (1956)[30]
- Специальный приз жюри за оригинальный сценарий, гуманизм и романтику МКФ в Каннах (1957) — за фильм «Сорок первый» (1956)[8][30]
- Первая премия; первая премия за режиссуру; премия кинокритики ВКФ в Минске (1960) — за фильм «Баллада о солдате» (1959)[30]
- Приз «Варшавская сирена», Приз «Злата качка» МКФ в Варшаве (1960) — за фильм «Баллада о солдате» (1959)[30]
- Приз за лучший фильм для молодёжи[30], Приз лучшей национальной программе «за высокий гуманизм и исключительные художественные качества» МКФ в Каннах (1960) — за фильм «Баллада о солдате» (1959)[8][31]
- Большой приз за режиссуру МКФ в Лондоне (1960) — за фильм «Баллада о солдате» (1959)[30]
- Премия национальной ассоциации итальянских кинокритиков «Серебряная лента» и почётный диплом МКФ в Милане (1960) — за фильм «Баллада о солдате» (1959)[30]
- Награда за лучший фильм; Гран-при «Золотые ворота» и Приз лучшему режиссёру МКФ в Сан-Франциско (1960) — за фильм «Баллада о солдате» (1959)[8][30][31]
- Серебряная медаль за режиссуру МКФ в Тегеране (1960) — за фильм «Баллада о солдате» (1959)[30]
- Большая премия МКФ трудящихся в ЧССР (1960) — за фильм «Баллада о солдате» (1959)[30]
- Национальная кинопремия «Давид ди Донателло» (Италия, 1960) — за фильм «Баллада о солдате» (1959)[30][31]
- Премия «Бодиль» Датской национальной ассоциации кинокритиков в номинации «лучший европейский фильм» (1961)[35]
- МКФ в Мехико (1961) — Приз «Халиско» и «Серебряное сомбреро» за фильм «Баллада о солдате» (1959); Приз «Золотая голова Паленке» за фильм «Чистое небо» (1961)[30]
- Большой приз «Золотая звезда» ММКФ (1961) — за фильм «Чистое небо» (1961)[8][30]
- Приз «Золотые ворота» МКФ в Сан-Франциско (1961) — за фильм «Чистое небо» (1961)[30]
- Приз за лучший иностранный фильм МКФ в Эдинбурге (1961) — за фильм «Чистое небо» (1961)[30]
- Золотая статуэтка индейского племени майя МКФ в Таско-де-Аларконе (1961) — за фильм «Баллада о солдате» (1959)
- Премия BAFTA Британской академии кино в номинации «лучший фильм» (1962) —  за фильм «Баллада о солдате» (1959)[8]
- «Золотой лавровый венок» за высокое гуманистическое содержание Фонда Д. О. Селзника (1962) — за фильм «Баллада о солдате» (1959)[30]
- Номинация на кинопремию «Оскар» Американской академии кинематографических искусств и наук за лучший оригинальный сценарий (1962) — за фильм «Баллада о солдате» (1959)
- «Ника» в номинации «Честь и достоинство» (1994)[8]
- Приз президента России на ОРКФ «Кинотавр» в Сочи (1996) — за вклад в российское кино[36][8][30]
- Академик Независимой академии эстетики и свободных искусств (Москва)[34]

## Память

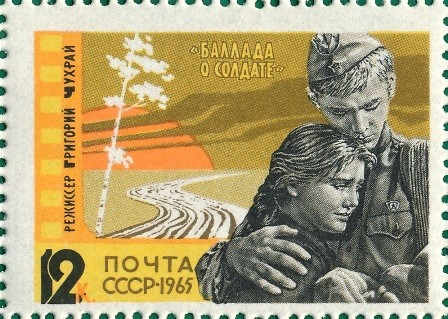
Почтовая марка СССР. 1965 г. Советское киноискусство. Кадр из к/ф «Баллада о солдате», режиссер Григорий Чухрай.

С 2016 года в Мелитополе одна из улиц носит имя кинорежиссёра.
Творчеству и памяти кинорежиссёра посвящены документальные фильмы и телепередачи
- 2001 — «Баллада о Чухрае» (из цикла программ телеканала «ТВ-6» «Интересное кино»)[37]
- 2005 — Григорий Чухрай (из цикла передач телеканала «ДТВ» «Как уходили кумиры»)
- 2006 — «Григорий Чухрай. „Верность памяти солдата“» («Культура»)[38]
- 2021 — «Григорий Чухрай. „Битва за кино“» («Мир»)[39]